# Magoo
Magoo, nacido como Melvin Barcliff (Norfolk, Virginia, 12 de julio de 1973-13 de agosto de 2023) fue un rapero estadounidense, más conocido por formar parte del dúo de hip hop Timbaland & Magoo con el rapero y productor Timbaland. Al igual que Timbaland, Magoo comenzó en la industria de la música como un miembro de Swing Mob.

## Carrera artística
Timbaland & Magoo abandonaron Swing Mob después de 1995 y comenzaron a actuar como dúo. Firmaron con Blackground Records (casa de Aaliyah, una de las principales colaboradores de Timbaland) y lanzaron un gran número de álbumes, no siendo tan exitosos como los sencillos con los que se ganaron el respeto. Sencillos como "Up Jumps the Boogie [Remix]", "Clock Strikes [Remix]", "Here We Come", "Drop", "All Y'all" y "Cop That Disc" tuvieron mucho éxito, mientras que los álbumes en los que aparecían generalmente no tenían un buen resultado. Su primer LP Welcome To Our World, vendió sobre un millón de copias.
Magoo es distinguido por su extraña, aunque natural, voz aguda, por lo que muchos admiradores de hip-hop dicen ser similar a la de los populares raperos Eazy-E de N.W.A. y Q-Tip de A Tribe Called Quest.

## Discografía de Timbaland & Magoo

### Álbumes
- 1997: Welcome to Our World (Platino)
- 1998: Tim's Bio: Life From Tha Bassment
- 2001: Indecent Proposal
- 2003: Under Construction, Part II

### Sencillos
- 1997: "Beep Me 911" (Missy "Misdemeanor" Elliott con 702 & Magoo)
- 1997: "Up Jumps the Boogie [Remix]" (con Missy "Misdemeanor" Elliott & Aaliyah)
- 1997: "Luv 2 Luv U" (con St. Nick & Playa)
- 1997: "Clock Strikes [Remix]" (con Mad Skillz)
- 1998: "Here We Come" (con Missy "Misdemeanor" Elliott & Darryl Pearson)
- 2000: "We At It Again"
- 2000: "Roll Out"
- 2001: "Drop" (con Fatman Scoop)
- 2002: "All Y'all" (con Tuit & Sebastian)
- 2003: "Cop That Disc" (con Missy "Misdemeanor" Elliott)
- 2003: "Indian Flute' (con Sebastian & Raje Shwari)